# Mazerier
 Mazerier  là một xã ở tỉnh Allier thuộc miền trung nước Pháp.